# Tošihiko Koga
Tošihiko Koga (japonsky 古賀 稔彦), (21. listopadu 1967 Mijaki, Japonsko – 24. března 2021 Kawasaki, Japonsko) byl reprezentant Japonska v judu. Je majitelem zlaté a stříbrné olympijské medaile.

## Výsledky
| Turnaj            | 1986       | 1987       | 1988       | 1989       | 1990       | 1991       | 1992       | 1993 | 1994 | 1995        | 1996        |
| Turnaj            | 19         | 20         | 21         | 22         | 23         | 24         | 25         | 26   | 27   | 28          | 29          |
| Turnaj            | lehká váha | lehká váha | lehká váha | lehká váha | lehká váha | lehká váha | lehká váha | -    | -    | plstřed. v. | plstřed. v. |
| ----------------- | ---------- | ---------- | ---------- | ---------- | ---------- | ---------- | ---------- | ---- | ---- | ----------- | ----------- |
| Olympijské hry    | -          | -          | úč.        | -          | -          | -          | 1.         | -    | -    | -           | 2.          |
| Mistrovství světa | -          | 3.         | -          | 1.         | -          | 1.         | -          | dns  | -    | 1.          | -           |
| Asijské hry       | dns        | -          | -          | -          | 3.         | -          | -          | -    | dns  | -           | -           |
| MS juniorů        | 1.         | -          | -          | -          | -          | -          | -          | -    | -    | -           | -           |

## Podrobnější výsledky

### Olympijské hry
| Rok      | Kategorie        |  | 1/64      | 1/32                         | 1/16                                | čtvrtfinále                   | semifinále                   | finále                        |
| -------- | ---------------- |  | --------- | ---------------------------- | ----------------------------------- | ----------------------------- | ---------------------------- | ----------------------------- |
| LOH 1988 | lehká váha       |  | volný los | výhra - kok/dab Pak Čong-hui | prohra - yuk/dab Giorgi Tenadze     | -                             | -                            | -                             |
| LOH 1992 | lehká váha       |  | volný los | výhra - 0:20/tng Juan Vargas | výhra - waz/? Š' Čcheng-šeng        | výhra - (yus) Wiesław Błach   | výhra - 1:12/isn Stefan Dott | výhra - (yus) Bertalan Hajtós |
| LOH 1996 | polostřední váha |  | volný los | výhra - waz/? Lo Ju-Wej      | výhra - waz/ksg Bronisław Wołkowicz | výhra - 4:02/son Flávio Canto | výhra - yuk/shi Čo In-čchol  | prohra - (yus) Djamel Bouras  |

### Mistrovství světa
| Rok     | Kategorie        |  | 1/64                        | 1/32                                  | 1/16                                  | čtvrtfinále                           | semifinále                       | opravy                      | o bronz                     | finále                       |
| ------- | ---------------- |  | --------------------------- | ------------------------------------- | ------------------------------------- | ------------------------------------- | -------------------------------- | --------------------------- | --------------------------- | ---------------------------- |
| MS 1987 | lehká váha       |  | volný los                   | výhra Joaquín Ruiz                    | výhra Luiz Onmura                     | prohra Mike Swain                     | -                                | výhra I Čong-u              | výhra Čang Su-i             | -                            |
| MS 1989 | lehká váha       |  | volný los                   | výhra - x:xx/? Čang Siao-ťin          | výhra - x:xx/isn+oej Abd-el-Haq Mach  | výhra - yuk/stg Majemite Omagbaluwaje | výhra x:xx/kug Čang Su-i         | -                           | -                           | výhra kok/isn Mike Swain     |
| MS 1991 | lehká váha       |  | volný los                   | výhra- x:xx/son Laurent Pellet        | výhra - x:xx/isn+kag Š' Čcheng-šeng   | výhra - x:xx/stg Massimo Sulli        | výhra - x:xx/smk Bertalan Hajtós | -                           | -                           | výhra- yuk/son Joaquín Ruiz  |
| MS 1993 | -                |  | nezápasil - Jošiko Hidešima | nezápasil - Jošiko Hidešima           | nezápasil - Jošiko Hidešima           | nezápasil - Jošiko Hidešima           | nezápasil - Jošiko Hidešima      | nezápasil - Jošiko Hidešima | nezápasil - Jošiko Hidešima | nezápasil - Jošiko Hidešima  |
| MS 1995 | polostřední váha |  | volný los                   | výhra - 0:52/isn Artagín Bujandžargal | výhra - 0:52/kog Konstantin Savčiškin | výhra 4:22/stg Alexandru Ciupe        | výhra - 2:50/isn Djamel Bouras   | -                           | -                           | výhra - 1:45/isn Oren Smadža |

## Sportovní kariéra

### Úspěchy
Koga byl fenoménem své doby a vzorem zápasníkům judo. Měl brilantní techniku, se kterou se při váze kolem 75 kg nebál nastupovat proti těžkým vahám. V roce 1990 se dostal do finále mistrovství Japonska kategorie bez rozdílu vah. Má na svém kontě desítky turnajových titulů.

### Zajímavosti
- Tokui-waza: ippon seoi-nage, kompletní tači-waza
- Styl: klasický, útočný

Zakládal si na svém útočném stylu. Pokud nevyhrál na ippon, neměl z vítězství dobrý pocit. Na své straně měl i rozhodčí, kteří často neřešili, zdali soupeř dopadl na čistá záda nebo na bok - automaticky dostával ippon.[zdroj?]
V roce 1992 si během olympijských her v Barceloně při randori s Hidehiko Jošidou pochroumal levé koleno. Přes bolesti do turnaje nastoupil a s malou podporou rozhodčích, kteří ve finále neohodnotili soupeřovu techniku, získal zlatou medaili.
V letech 1993 a 1994 se vrcholovému judu nevěnoval. Vrátil se v polostřední váze v roce 1995 a před domácím publikem získal po suverénním výkonu zlatou medaili na mistrovství světa. Při obhajobě zlaté medaile na olympijských hrách v Atlantě v roce 1996 však formu optimálně nevyladil. V semifinále svedl krásný, vyrovnaný souboj s Jihokorejcem Čoem, ale ve finále proti Bourasovi z Francie mu scházely síly. V druhé polovině zápasu si nechal vnutit Francouzův styl a tehdy snad poprvé v jeho kariéře ho při hantei rozhodčí nepodpořili.
Se sportovní kariérou se rozloučil až na začátku nového tisíciletí.

### Rivalové
- Hidehiko Jošida
- Mike Swain
- Djamel Bouras